# Constantius III
Flavius Constantius (? – 421) còn được biết đến với tên gọi Constantius III, là Hoàng đế Tây La Mã trị vì trong vòng bảy tháng vào năm 421. Là nhà chính trị và là một tướng lãnh xuất chúng, đồng thời ông còn là người nắm giữ quyền bính đằng sau ngai vàng trong những năm 410. Năm 421, ông được tôn lên làm đồng Hoàng đế của Đế chế Tây La Mã trong một thời gian ngắn cùng với Honorius.

## Tiểu sử

### Trước khi lên ngôi

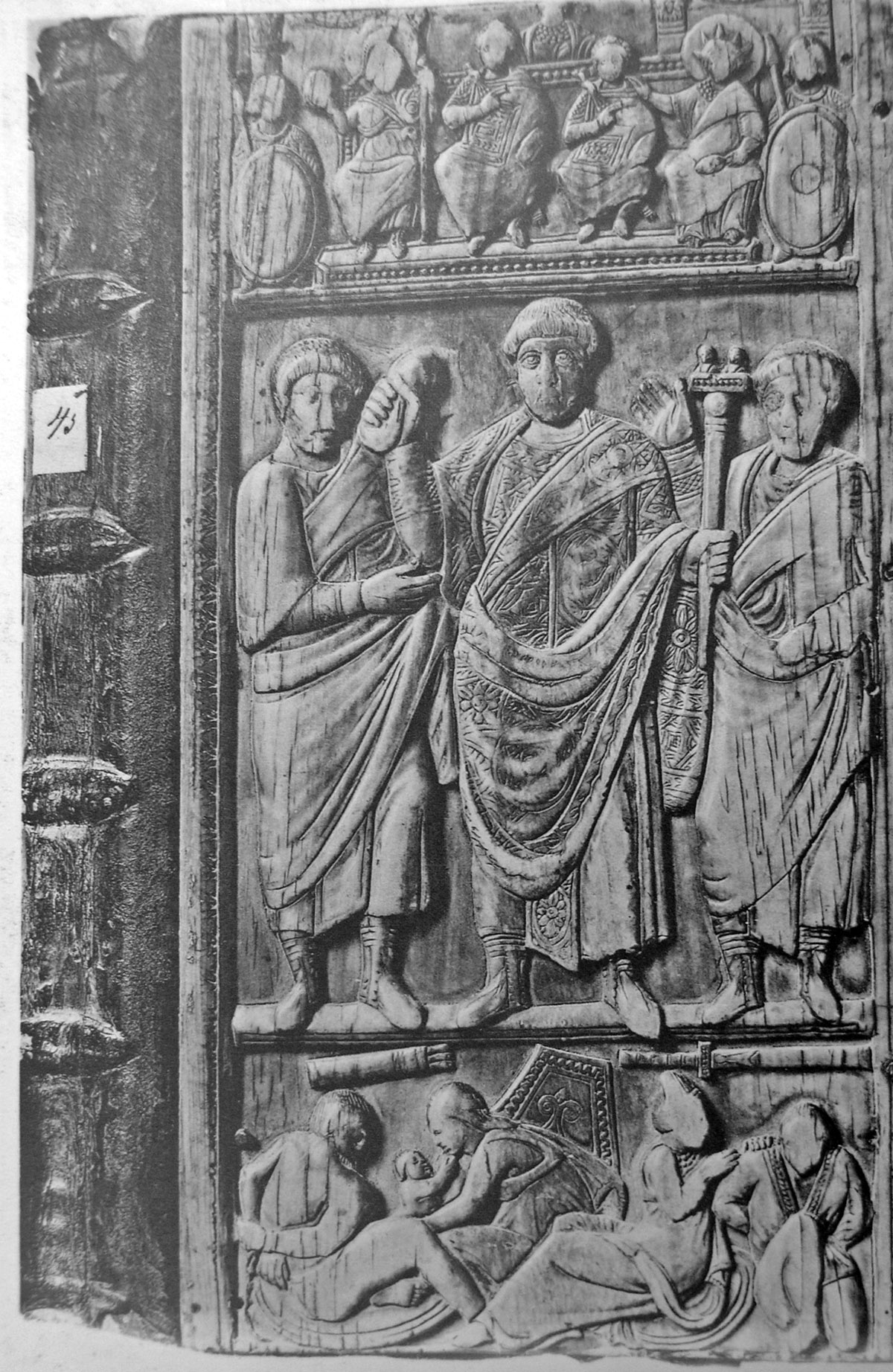
Tranh bộ đôi về quan lãnh sự của Constantius III, được chế tạo khi ông giữ chức quan chấp chính tối cao vào năm 413 hoặc 417.

Constantius sinh tại Naissus (ngày nay là Niš, Serbia), khởi đầu từ binh nghiệp trong quân đội, dần dần được thăng lên chức Tổng tư lệnh quân đội (Magister militum) dưới quyền Honorius.
Năm 411, Constantius chỉ huy quân đội đánh bại Gerontius, viên tướng của kẻ cướp ngôi Maximus, và Constantine III, một kẻ cướp ngôi khác tại Arles. Constantine nổi loạn chống lại Honorius vào năm 407, nhưng sau đó ông đã phá vỡ mối quan hệ với tướng Gerontius, người từng tuyên bố ủng hộ Maximus làm Hoàng đế trước sự phản đối của cả Honorius và Maximus vào năm 409. Năm 411, Gerontius bắt đầu bao vây Constantine tại thành phố Arles, nhưng sự xuất hiện của quân đội trung thành với Constantine từ Ý đã tới chi viện kịp thời khiến Gerontius rơi vào tình trạng tiến thoái lưỡng nan. Sau cùng, Gerontius bị quân đội của ông bỏ rơi và bị giết chết tại Hispania. Constantine tiếp tục vây hãm thành phố thêm ba tháng nữa cho tới khi viên tướng của Constantine là Edobichus trở về với một đội quân liên minh đông đảo gồm người Franks và Alamanni. Trước cuộc chạm trán dữ dội, Constantine đánh tan quân đội của Edobichus, người sau này bị phản bội và bị giết bởi một người bạn thân. Constantine buộc phải đầu hàng Constantius khi quân đội của ông trên sông Rhine đã bỏ rơi ông để theo một kẻ cướp ngôi khác là Jovinus. Constantius hứa sẽ chu cấp nơi ăn chốn ở và đảm bảo an toàn tính mạng cho Constantine, về sau ông trở thành một linh mục được thụ phong, nhưng sau đó ông bị bắt và giết chết.
Năm 412, Constantius bị người Visigoth dưới quyền Ataulf trục xuất ra khỏi Ý. Năm 413 được phong làm chấp chính quan đầu tiên. Năm 414 ông bắt đầu phát động một cuộc tấn công quân sự chống lại người Visigoth. Đáp lại, Ataulf bổ nhiệm Priscus Attalus, kẻ đã từng chống lại Honorius vào năm 410 lên ngôi hoàng đế. Constantius cho tiến hành áp đặt lệnh phong tỏa các bến cảng ở Gallic, lệnh phong tỏa tỏ ra có hiệu quả đã buộc người Visigoth phải rời khỏi Gaul để tới định cư tại Hispania vào năm 415. Ngoài ra Attalus đã cố gắng chạy trốn nhưng bị quân của Constantius bắt được và gửi tới Ravenna. Với cái chết của Ataulf và người kế vị ông là Segeric, cùng năm, Constantius đã ký một hiệp ước với vị vua mới Wallia của người Visigothic: trong hiệp ước quy định việc trao đổi 600.000 giạ lúa mì và lãnh thổ của vùng Nouvelle-Aquitaine, từ Pyrenees cho đến Garonne, người Visigoth cam kết sẽ chiến đấu nhân danh những người La Mã, như là đồng minh chính thức hoặc nước chư hầu của đế chế (foederati), người Vandal, người Alan và Suebi (tộc người rợ vào năm 407 đã vượt sông Rhine và trú đóng tại các tỉnh ở Hispania). Thỏa thuận này cũng quy định việc trả tự do cho Galla Placidia, em gái của Honorius, bị bắt giữ trong vụ cướp phá thành Roma năm 410.
Năm 417, Constantius được bổ nhiệm làm Patricius, cùng nhiệm kỳ thứ hai của quan chấp chính với Honorius, cùng năm đó, ông kết hôn với Galla Placidia, tự buộc mình vào Dòng họ Theodosius. Cuộc hôn nhân này giúp vợ ông hạ sinh hai đứa con, Justa Grata Honoria (sinh 417 hoặc 418) và hoàng đế tương lai Valentinian III (sinh năm 419). Năm 420, ông được bổ nhiệm làm quan chấp chính tối cao (Consul) lần thứ ba cùng với Hoàng đế Đông La Mã, Theodosius II.

### Thời kỳ trị vì
Ngày 8 tháng 2 năm 421, Constantius được bổ nhiệm làm đồng Hoàng đế Tây La Mã cùng với người anh rể bất lực, Honorius, người chủ thực sự của Đế chế phương Tây. Tuy nhiên, ông thường hay phàn nàn về việc mất tự do cá nhân khi phải đảm trách vai trò mới đầy những áp lực nặng nề. Việc lựa chọn Constantius làm Hoàng đế không được Hoàng đế Đông La Mã Theodosius II, cháu của Honorius công nhận.
Thời kỳ trị vì của Constantius quá ngắn nên chẳng để lại một sự kiện hay một chiến công rực rỡ nào cho Đế chế, một số nguồn tài liệu chỉ cho biết là ông định dự tính tổ chức một cuộc viễn chinh quân sự về phía Đông để buộc triều đình phương Đông phải công nhận quyền hợp pháp ngôi vua của ông, chưa kịp thực hiện ý định đó thì Constantius mất đột ngột vào ngày 2 tháng 9 năm 421 chỉ sau bảy tháng làm hoàng đế, ông được một số sử gia coi như hình mẫu tiêu biểu của một nhà chính trị và tướng lĩnh có tài năng mà Đế chế Tây La Mã đang rất cần vào thời điểm đó.
Trước khi lên ngôi, Constantius tỏ ra khá thành công trong cuộc đời binh nghiệp, uy tín của ông sẽ còn ảnh hưởng đến các viên sĩ quan quý tộc về sau như Flavius Aëtius và Ricimer, tuy nhiên chỉ có Petronius Maximus là không bao giờ thực hiện các bước tương tự, và triều đại của ông thậm chí còn ngắn hơn so với triều đại của Constantius.